# Phytotechnologie
Les phytotechnologies comprennent toute utilisation de plantes vivantes pour résoudre des problèmes environnementaux, que ce soit pour épurer l'eau, l’air ou pour la dépollution des sols, contrôler l’érosion et le ruissellement, restaurer des sites dégradés, capter les gaz à effet de serre ou réduire la chaleur et la vélocité du vent. 
Dans plusieurs situations, l’utilisation de phytotechnologies accroît aussi la biodiversité et améliore les qualités esthétiques d’un site ; c'est souvent le cas des phytotechnologies suivantes : toits verts, murs végétaux, marais filtrants, phytoremédiation, haies brise-vent, systèmes végétalisés de gestion des eaux pluviales, restauration de sites dégradés, îlots de verdure pour contrer les îlots de chaleur, etc.
Par extension les phytotechnologies incluent les services écosystémiques fournis par les symbiotes fongiques (mycroremédiation) et bactériens des plantes. 
Les phytotechnologies sont souvent assimilées au génie végétal. 

## Exemples

### Toit végétalisé

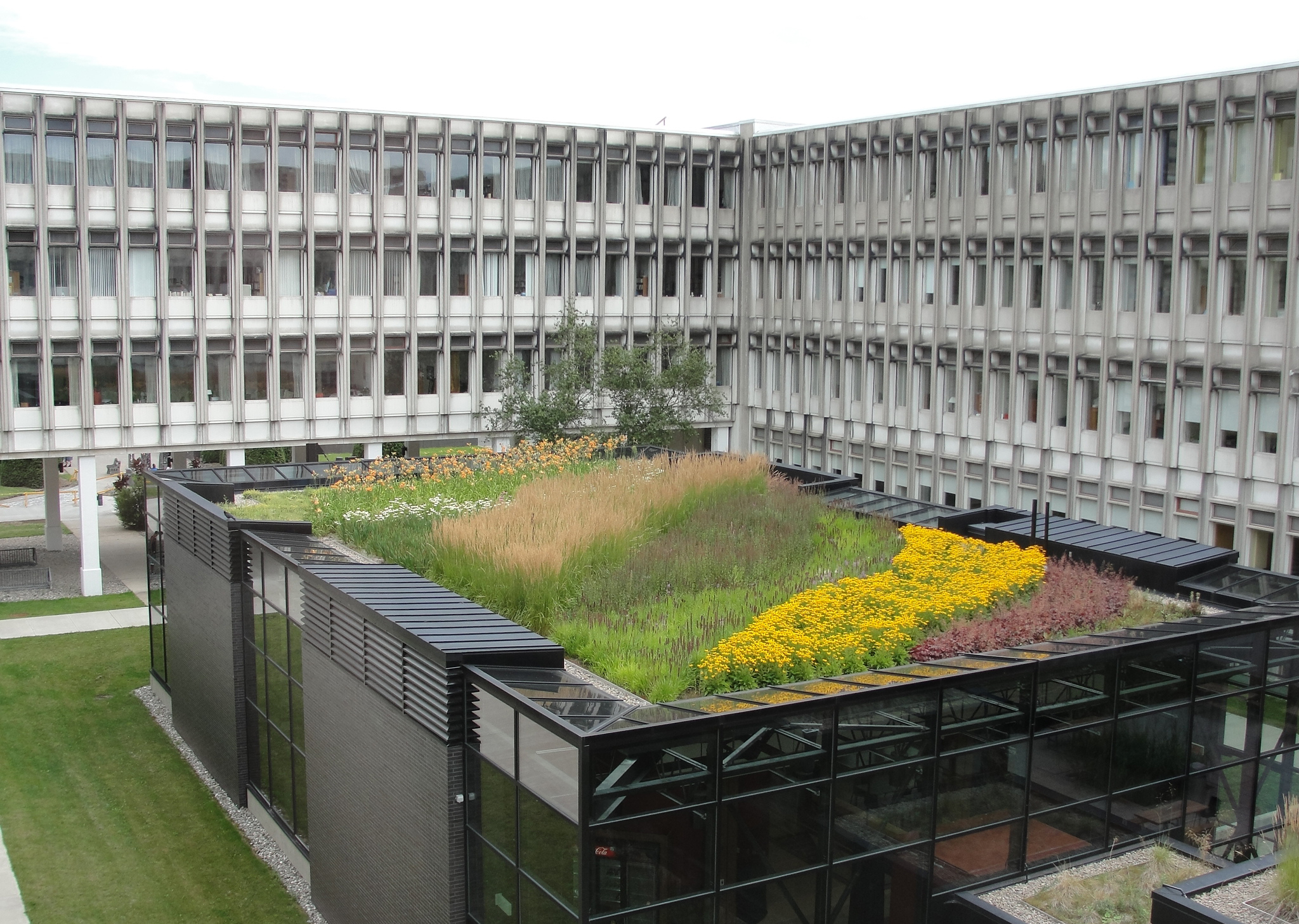
Toit végétalisé sur un bâtiment de l'Université Laval à Québec au Canada.

Un toit sur lequel la végétation croît, enracinée dans un milieu de culture ou substrat est dit toit végétalisé. Un toit végétalisé peut être implanté sur tout bâtiment doté d’une structure capable de porter les charges supplémentaires que constituent notamment le substrat et les végétaux de même que les autres composantes d’un toit végétalisé. Un toit végétalisé se compose en effet d’un ensemble de couches aux fonctions différentes. En règle générale, il sera composé d’une toiture étanche ; d’une membrane anti-racinaire, d’une couche de drainage, d’une membrane séparatrice de sols (géotextile) et d’un substrat de culture (ardoise ou argile expansée, ou terreau) dans lequel croissent des végétaux. Un système d’irrigation peut aussi y être intégré. Plus l’épaisseur du substrat est grande, plus grande sera la diversité de végétaux et l'importance de la biomasse pouvant y être plantés. 

### Structures végétales verticales
Les structures végétales verticales prennent différentes formes. Une barrière sonore vivante consiste en une structure comportant un matériau de remplissage (sol ou autre) et des végétaux. 
Les murs végétalisés quant à eux prennent de multiples formes. Il existe notamment des murs classiques revêtus de plantes grimpantes. Les végétaux remplissent un rôle de régulation thermique des bâtiments. Ils ombragent les murs et en réduisent ainsi le réchauffement en été, atténuent la vélocité du vent et son effet refroidissant en hiver, réduit le ruissellement etc. Plus récemment, de nouvelles technologies de murs végétalisés se sont développées, notamment des systèmes avec caissettes ou panneaux modulaires, géotextiles, etc. permettant l’enracinement des végétaux au support. Ces technologies peuvent être appliquées autant à l’extérieur qu’à l’intérieur. Dans le contexte climatique du Québec, les systèmes de murs végétaux extérieurs ne permettent pas, pour l’instant, la survie des végétaux à l’hiver. En plus de fournir de l’oxygène et de capter le CO2, certains systèmes permettent même de filtrer l’air intérieur des bâtiments et de les débarrasser de certains contaminants.  Tous ces systèmes demandent une irrigation en continu et un apport régulier de fertilisant sous forme liquide.
La haie brise-vent est composée de végétaux dont la fonction est de réduire la vélocité du vent afin de réduire l’érosion et l’assèchement du sol, de contrôler l’accumulation de neige, de réduire les odeurs, de favoriser la pollinisation, etc. Trois facteurs déterminent l'efficacité d'une haie brise-vent: son angle par rapport aux vents dominants, sa hauteur et sa porosité.
Différents types : barrière sonore vivante, mur végétalisé, haie brise-vent

### Systèmes végétalisés de gestion des eaux pluviales
Les systèmes végétalisés de gestion des eaux pluviales visent à retenir, à infiltrer, à transporter, à évapotranspirer ou à filtrer les eaux pluviales. Ces ouvrages peuvent être utilisés pour la gestion à la source de l’eau de pluie, mais également pour le transport de celle-ci ou en aval du système de drainage. Dans ce dernier cas, un des objectifs visés est de parvenir, avec l’utilisation des végétaux, à ralentir la course de l’eau de ruissellement afin de favoriser le dépôt des matières en suspension, de favoriser l’infiltration de l’eau dans le sol et de diminuer le volume d’eau de pluie à la source et en fin de réseau . Les ouvrages végétalisés favorisant l’évapotranspiration visent le même objectif. D’autres ouvrages visent quant à eux d’épurer les eaux de ruissellement des contaminants qu’elles contiennent. 
Différents types : bassins de rétention végétalisés, bassins ou tranchées d'infiltration, jardins pluviaux, baissières végétalisées (synonyme : dépression herbacée ou gazonnée), noues et fossés végétalisés, bassins d’évapotranspiration, marais filtrant l'eau de pluie (synonyme : marais artificiel, marais construit, bio ou écofiltres), bandes filtrantes végétalisées, zone de biorétention et bassin de rétention végétalisé.

### Systèmes végétalisés de gestion des eaux usées et des boues
Ces systèmes comprennent principalement les marais filtrants et les lits de séchage de boues. Un marais filtrant de traitement des eaux usées est un bassin, de profondeur variable, qui filtre les eaux usées domestiques et permet la croissance de plantes de milieu humide (macrophytes ou macrohydrophytes). Il peut être naturel ou artificiel. De façon générale, il est 1) peu coûteux à construire et à exploiter, 2) efficace et fiable quant à l’épuration, 3) tolérant aux variations et aux fluctuations du régime hydrique, 4) facile à intégrer au paysage et 5) souvent une source d’avantages indirects tels que la création d’espaces verts et d’habitats pour la faune. Les trois grands types de marais filtrants sont : le marais surfacique à flux horizontal, le marais sous-surfacique à flux horizontal et le marais à flux vertical. Le lit de séchage de boues peut être un système en soit ou bien annexé à un marais filtrant et il permet de sécher les boues accumulées ou retirées par le marais filtrant.

### Techniques de phytoremédiation
La phytoremédiation est l’utilisation des végétaux et des microorganismes qui leur sont associés pour éliminer, contenir ou rendre moins toxiques les contaminants environnementaux. Selon les contaminants impliqués et le mode d'élimination privilégiée, on distinguera cinq différentes catégories de phytoremédiation : phytostabilisation, phytoextraction, phytodégradation, rhizofiltration (ou phytofiltration) et phytovolatilisation.

### Ouvrages de stabilisation végétale ou combinée des pentes et des rives

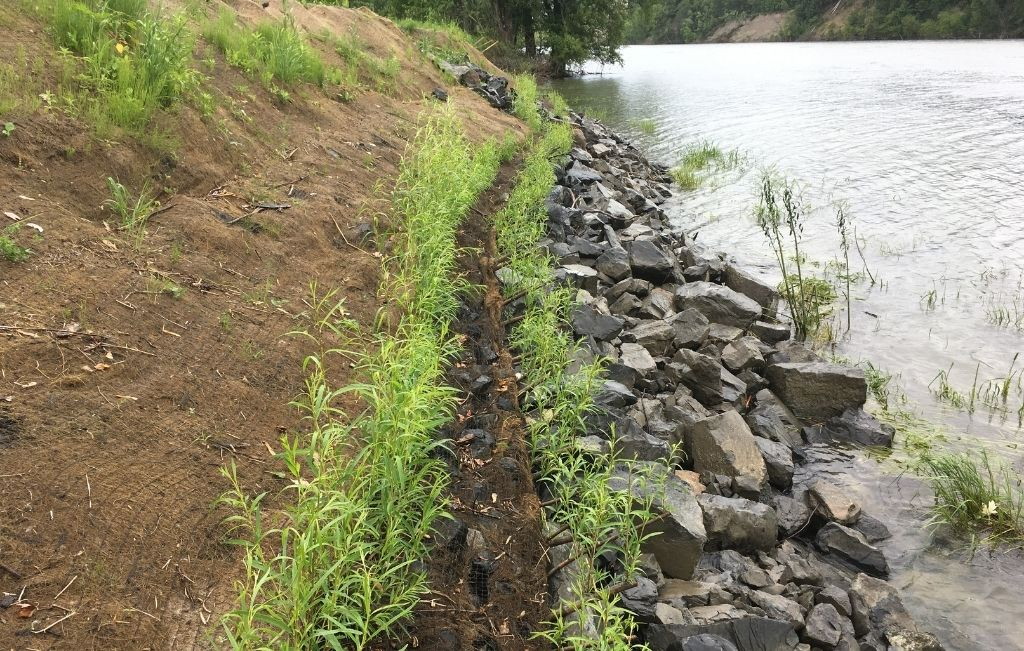
La technique du lit de plançon est utilisée en génie végétal pour stabiliser les berges.

Les ouvrages de stabilisation végétale recourent à l’utilisation de plantes vivantes afin de maintenir en place les sols et en réduire l’érosion due à l’action de l’homme, du ruissellement, du vent, du courant ou des glaces : fascine, lit de plançons, matelas de branches, clayonnage, etc.. 
Les ouvrages de stabilisation combinée utilisent à la fois des végétaux vivants et des éléments minéraux tels que les ouvrages d'enrochement (blocs de pierre, et les gabions…) pour fixer les sols aux prises avec d’importants problèmes d’érosion.